# Inter vivos
Inter vivos és una expressió llatina que s'utilitza en dret per referir-se a aquells actes jurídics que es produeixen entre persones vives, en contraposició als actes mortis causa. L'expressió literalment significa "entre vius".
Exemple clàssic d'aquesta diferència és la que existeix entre una donació i una herència o llegat. En aquest últim cas, l'acte jurídic no es materialitza fins que el subjecte donant ha mort. El resultat final (acte jurídic translatiu de la propietat) és, tanmateix, molt similar en ambdós casos.